# Guccio di Mannaia
Guccio di Mannaia (XIII secolo – XIV secolo) è stato un orafo italiano del periodo medioevale.

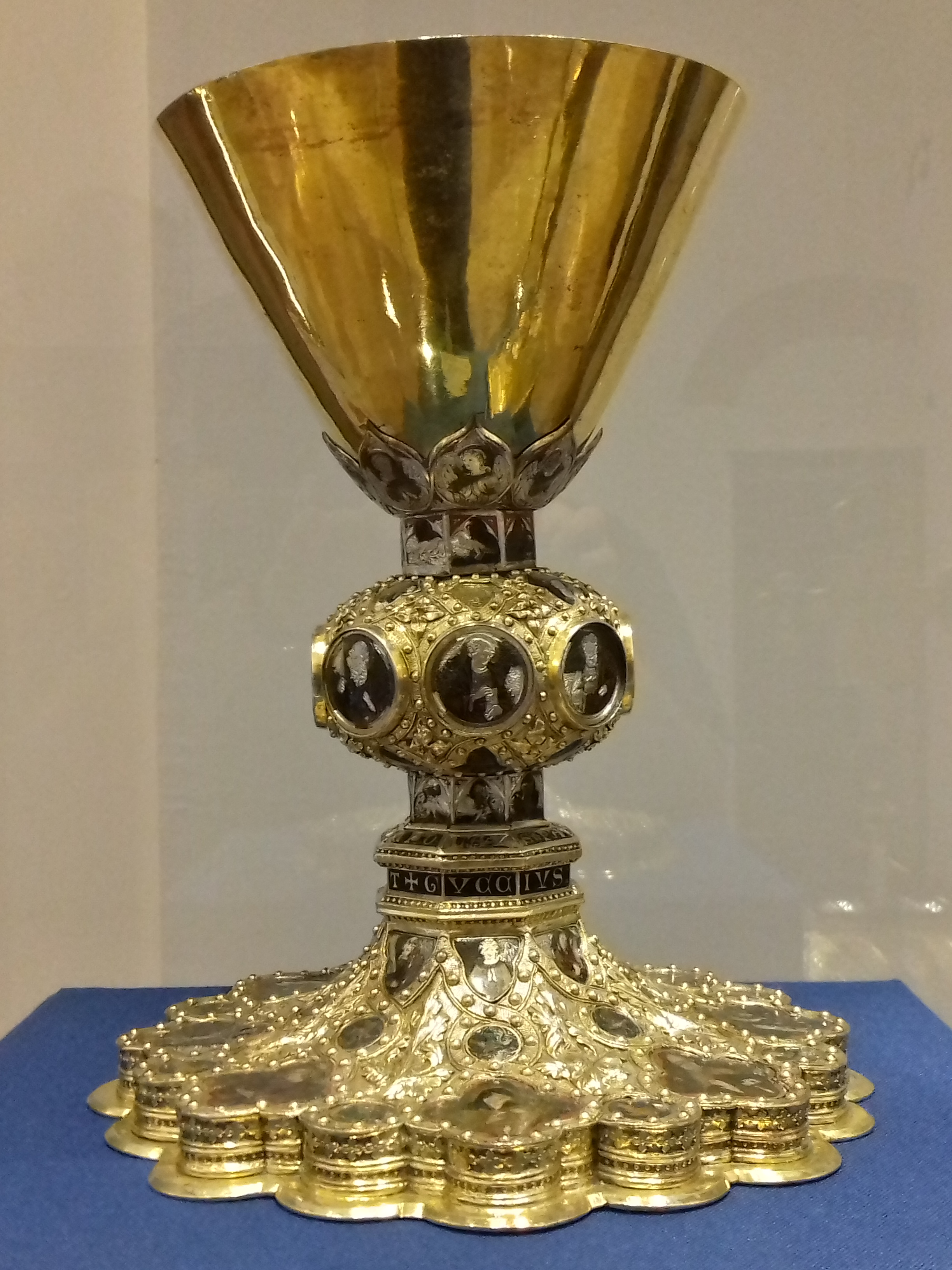
Calice di Guccio di Mannaia, 1290 circa.

La sua opera più conosciuta è il calice commissionato da Papa Niccolò IV per la Basilica di San Francesco in Assisi. Il calice, considerato un capolavoro di oreficeria, contiene i primi smalti traslucidi esistenti usando la tecnica basse-taille.

## Biografia
È documentato per la prima volta il 5 luglio 1292 in un pagamento per un atto notarile in cui ci si riferisce come: "Guccio Mannaiae aurifici". Circa tre pagamenti per atti notarili sono registrati nel 1º gennaio 1294, 4 settembre 1298 e 7 luglio 1318. Nel 1311, Guccio fu iscritto nella corporazione degli orafi senesi. Fu influsso da Pace di Valentino, un altro orafo sinese, che lavorava nella corte papale. Il suo fratello (Pino) e i suoi tre figli (Montigiano, Mannaia, and Jacopo) erano anche orafi. È certo che è stato attivo fino al 1322, ma era morto prima di 1329.

## Il calice
La sua sola opera accertata è il calice (in argento dorato e smalto traslucido, alto 220 mm) conservato del Museo del Tesoro della basilica di San Francesco ad Assisi, realizzato tra il 1288 e il 1292 per papa Niccolò IV e donato a San Francesco di Assisi. Sul gambo c'è scritto: NICCHOLAVS PAPA QUARTVS / GVCCIVS MANAIE DE SENIS FECIT. Il calice è il più antico esempio di "Basse taille" in Europa, precedendo il primo esempio francese di 30 anni. Il calice è decorato con 80 smalti di cui due mancano, ordinati dalla base al gambo per formare un programma iconografico relativo all'eucaristia. La base è decorata con 32 placche, ciascuna incorniciata da una fascia di perle, attraverso cui sono lavorate foglie battute. La più bassa delle placche quadrilobi rappresenta la Crocifissione e alcuni mezzi busti della Vergine, San Giovanni Battista, San Francesco, Santa Chiara, Sant'Antonio da Padova la Vergine e il Bimbo e un Papa (Nicola IV). Le placche più piccole rappresentano i simboli dell'Evangelista e vari animali. Il bocciolo otto volte sfaccettato ha medaglioni di smalto circolari di Cristo il Redentore e sette mezzi busti degli apostoli. Il calice era senza precedenti immediati e non è mai stato superato tecnicamente. Le linee fluide degli smalti ricordano le "illuminazioni" del Maestro Honoré  e dei suoi apprendisti sui manoscritti francesi contemporanei.

## Altre opere
Altre opere attribuite a lui sono considerate in base al confronto del calice, e si trovano nei musei in Firenze, Siena, Parigi, e Berlino.